# Ключиковский сельсовет
Ключиковский сельсовет — сельское поселение в Сузунском районе Новосибирской области Российской Федерации.
Административный центр — село Ключики.

## История
Статус и границы сельского поселения установлены Законом Новосибирской области от 2 июня 2004 года № 200-ОЗ «О статусе и границах муниципальных образований Новосибирской области»

## Население
| 2002  | 2010  | 2012  | 2013  | 2014  | 2015  | 2016  |
| ----- | ----- | ----- | ----- | ----- | ----- | ----- |
| 1328  | ↘1243 | ↗1263 | ↗1277 | ↘1258 | ↘1247 | ↗1271 |
| 2017  | 2018  | 2019  | 2020  | 2021  |       |       |
| ↘1268 | →1268 | ↗1274 | ↘1238 | ↘1221 |       |       |

## Состав сельского поселения
| № | Населённый пункт | Тип населённого пункта       | Население |
| - | ---------------- | ---------------------------- | --------- |
| 1 | Земледелец       | посёлок                      | ↘433      |
| 2 | Ключики          | село, административный центр | ↘810      |